# Aerodynamik

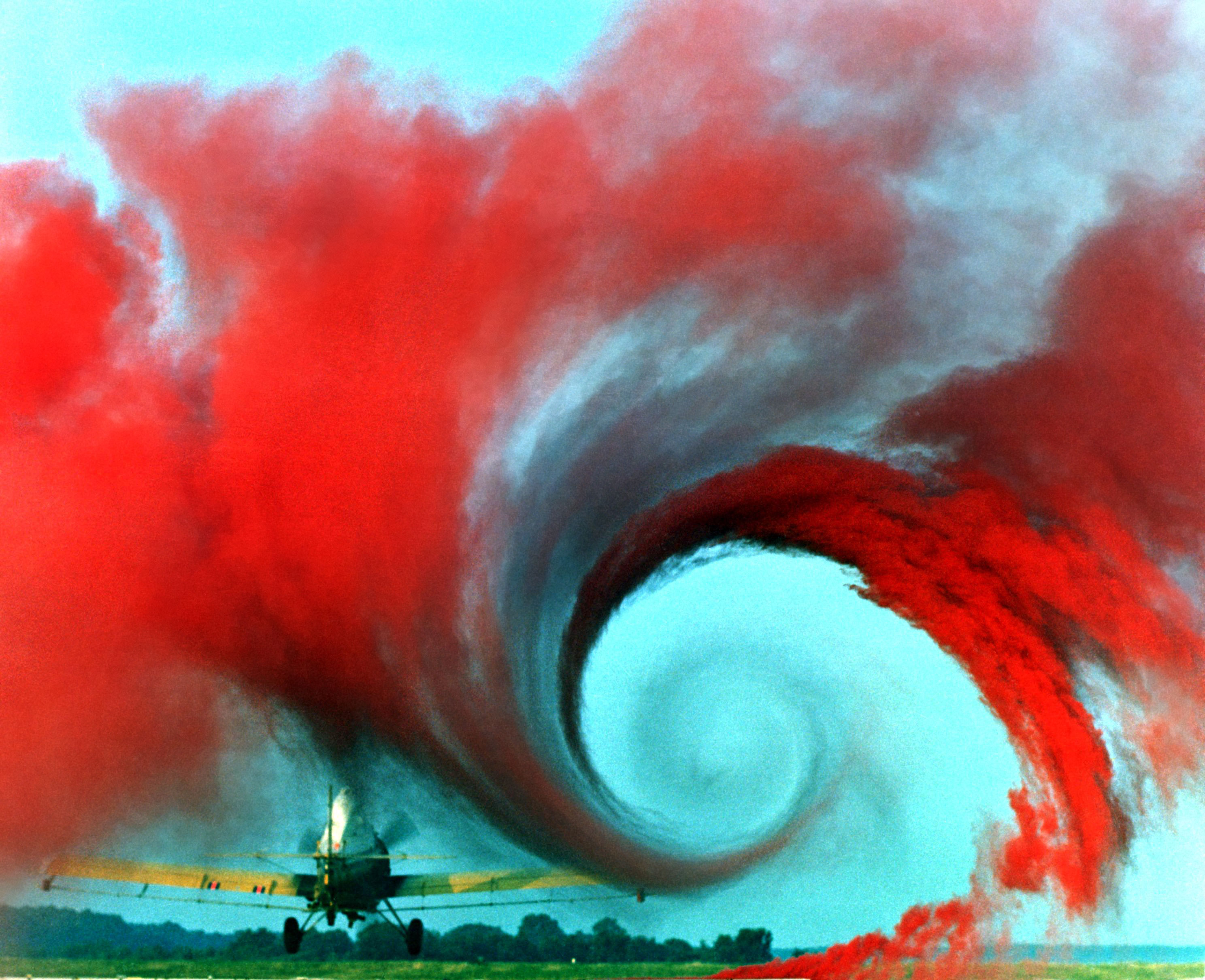
Wirbelschleppe, ein aerodynamischer Effekt

Aerodynamik (von altgriechisch ἀήρ aēr, deutsch ‚Luft‘ und δύναµις dynamis, deutsch ‚Kraft‘) ist Teil der Fluiddynamik (Strömungslehre) und beschreibt das Verhalten von Körpern in Luft oder kompressiblen Gasen, bei letzteren spricht man auch von Gasdynamik. Das zweite Teilgebiet der Fluiddynamik, die Hydrodynamik, behandelt dagegen Flüssigkeiten.
Die Aerodynamik beschreibt die Kräfte, wie den dynamischen Auftrieb, die es beispielsweise Flugzeugen ermöglichen, zu fliegen oder Segelschiffen, mit Hilfe des Windes durchs Wasser zu segeln. Viele weitere Bereiche der Technik, wie zum Beispiel das Bauingenieurwesen oder der Fahrzeugbau, müssen sich mit der Aerodynamik auseinandersetzen.

## Spezialgebiete
Die Aerodynamik ist ein Untergebiet der Strömungslehre (auch Fluiddynamik) und enthält mehrere Spezialbereiche, die sich auf verschiedene Schwerpunkte spezialisiert haben:
- Tragflügeltheorie: Bewegungen eines Flügels in dichtem Gas
- Raumfahrtaerodynamik: Dieses Gebiet befasst sich mit der Aerodynamik bei Flug und Wiedereintritt von Raumflugkörpern
- Überschallaerodynamik: Flugkörper, die sich schneller als der Schall bewegen (Mach 1 bis Mach 3)
- Hyperschallaerodynamik: Flugkörper, die sich mit sehr hoher Geschwindigkeit in dichten Gasen bewegen (Mach 3+)
- Grenzschichttheorie: Es wird die eng anliegende Schicht im Nahbereich um Körper herum betrachtet
- Aerodynamik der Turbinen und der Windturbinen
- Physik des Segelns: Bei der Konstruktion eines Segelschiffes müssen die Strömungsverhältnisse um das Segel und die Hydrodynamik des Rumpfes bedacht werden.

## Theoretische Modelle

Strömung um einen Tragflügel. Diese inkompressible Strömung genügt den Euler-Gleichungen.

Das umfassendste Modell sind die Navier-Stokes-Gleichungen. Es handelt sich hierbei um ein System von nichtlinearen partiellen Differentialgleichungen 2. Ordnung, die ein newtonsches Fluid komplett beschreiben. Insbesondere sind auch Turbulenz und die hydrodynamische Grenzschicht enthalten.
Ein einfacheres Modell sind die Euler-Gleichungen, die aufgrund der vernachlässigten Reibung die Grenzschicht nicht abbilden und auch keine Turbulenz enthalten, womit beispielsweise ein Strömungsabriss nicht über dieses Modell simuliert werden kann. Dafür sind wesentlich gröbere Gitter geeignet, um die Gleichungen sinnvoll zu lösen. Für diejenigen Teile der Strömung, in denen die Grenzschicht keine wesentliche Rolle spielt, sind die Euler-Gleichungen daher sehr gut geeignet.
Die Potentialgleichungen schließlich sind vor allem nützlich, wenn grobe Vorhersagen gemacht werden sollen. Bei ihnen wird die Entropie als konstant vorausgesetzt, was bedeutet, dass keine starken Schockwellen auftreten können, da an diesen die Entropie sogar unstetig ist.

## Anwendung
Heutzutage findet die aerodynamische Auslegung von Flug- und Fahrzeugen überwiegend am Computer statt. Von großer Bedeutung ist die numerische Strömungssimulation (CFD), bei der durch computergestützte Verfahren mit entsprechendem Rechenaufwand gute Näherungen für reale Strömungsvorgänge erzielt werden können. Für viele Anwendungen sind aufgrund der Komplexität der auftretenden Phänomene Messungen in Windkanälen notwendig, um die Auslegung zu verifizieren.